# Meddeler (politi)
En meddeler er en privatperson, der – ofte anonymt – videregiver oplysninger om planlagte forbrydelser til politiet.
I modsætning til en agent provocateur (agent) spiller meddeleren ikke en aktiv rolle i det kriminelle handlingsforløb.